# Royal Albert Bridge
Le Royal Albert Bridge (parfois appelé Pont de Saltash ou Pont de Brunel) franchit l'estuaire du fleuve Tamar, en Angleterre, entre Plymouth, sur la côte sud du Devon et Saltash, sur la côte sud de Cornouailles. Il porte la ligne de chemin de fer du Great Western Railway. 
Il est doublé au nord par un pont suspendu moderne, le Tamar Bridge, qui porte la route A38, une des deux routes principales qui relient les comtés de Cornouailles et du Devon.

## Histoire

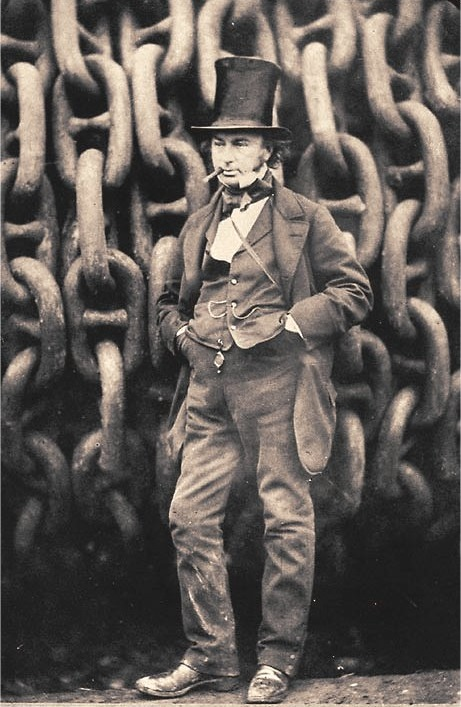
Isambard Kingdom Brunel en 1857

Le pont a été conçu en 1855 par Isambard Kingdom Brunel pour la Compagnie des chemins de fer de Cornouailles, après que le parlement du Royaume-Uni eut rejeté son projet original pour un ferry traversant le Hamoaze (mot cornique désignant un estuaire).
Il fut inauguré par le prince Albert de Saxe-Cobourg-Gotha, le 2 mai 1859, quelques mois avant la mort du grand ingénieur. Ce pont a rompu l'isolement des Cornouailles, restées jusqu'alors très à l'écart du reste de l'Angleterre.   
Cet ouvrage est le troisième d'une série de trois grands ponts en fer forgé construits durant la même période. Il a été influencé par les deux ponts précédents, tous deux de Robert Stephenson.

## Technique

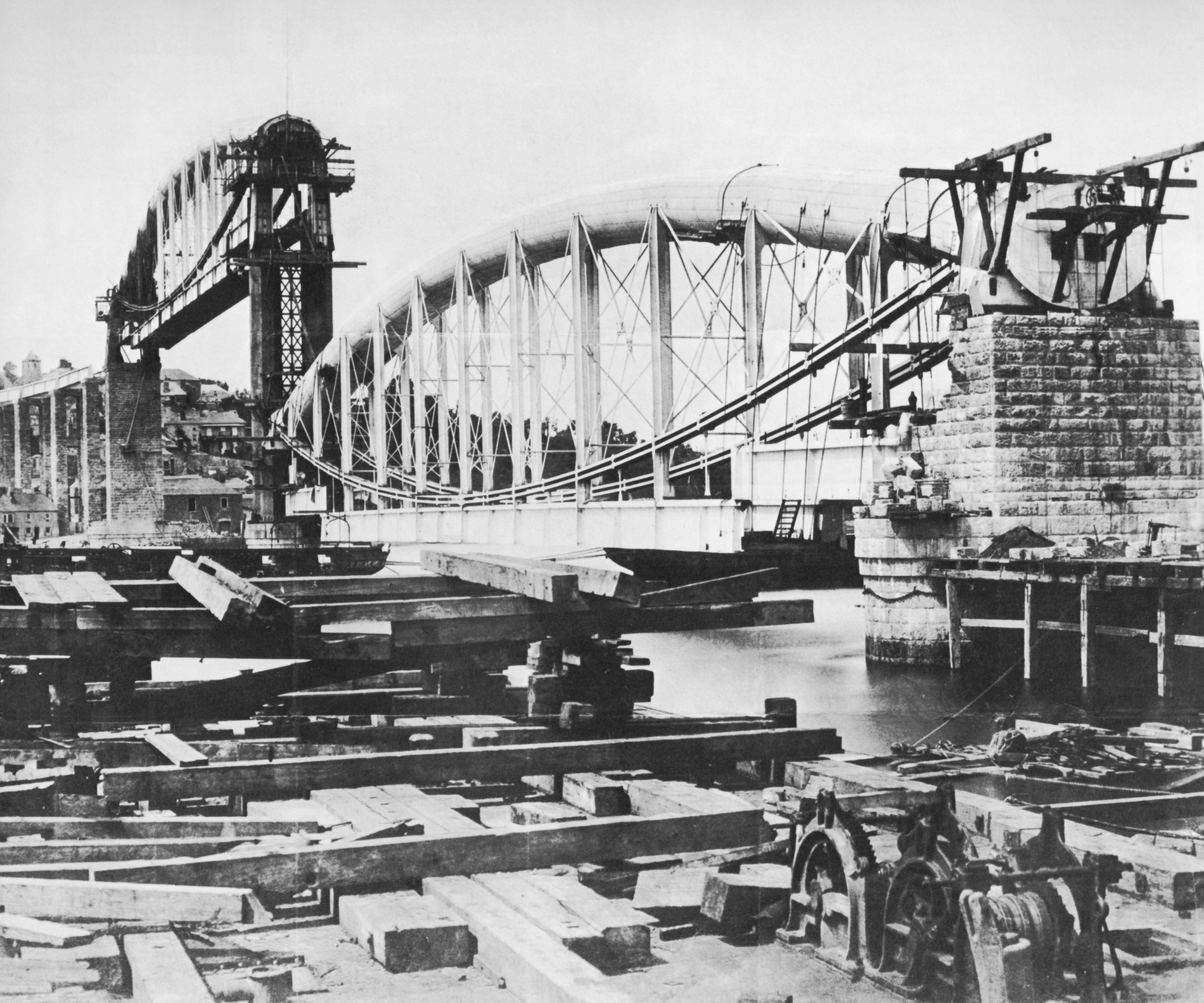
Le Royal Albert Bridge en construction

Le dessin des deux sections centrales du pont est dérivé de celui du pont High Level Bridge qui franchit le fleuve Tyne à Newcastle-upon-Tyne, mais la méthode de construction fut assez semblable à celle du pont tubulaire Britannia, qui franchit le détroit de Menai, dans le nord du Pays de Galles : les travées ont été construites à terre, puis amenées par flottage et enfin levées. 
Le pont est composé de deux travées principales de 455 pieds (139 m), à 100 pieds (30 m) au-dessus des hautes eaux, et de dix-sept travées d'approche beaucoup plus courtes.
Le Royal Albert Bridge a une structure complexe. C'est un pont métallique à poutres en treillis de dessin lenticulaire, sous arc en tube de fer forgé, avec une suspension auxiliaire à chaînes.
Chaque travée principale comprend un énorme arc tubulaire de section ovale, travaillant en compression, et deux chaînes de suspension travaillant en tension pour contenir les forces dans les contreforts. Entre ces deux armatures se trouve un système de treillis secondaire en croix, qui supporte le tablier.
La difficulté de la construction place ce pont parmi les grands exploits ferroviaires de Brunel.

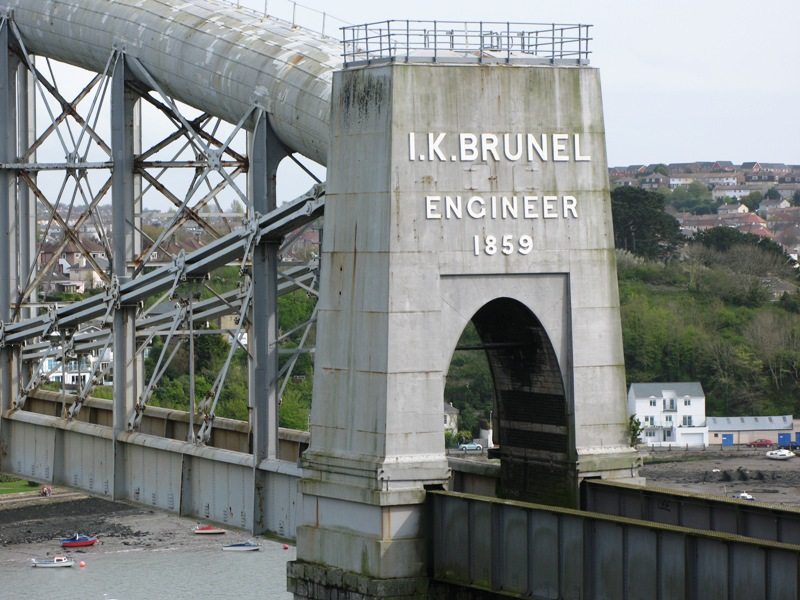
Détail de la structure